# Strigoderma sallaei
Strigoderma sallaei är en skalbaggsart som beskrevs av Bates 1888. Strigoderma sallaei ingår i släktet Strigoderma och familjen Rutelidae. Inga underarter finns listade i Catalogue of Life.